# Lijst van voetbalinterlands Luxemburg - Slowakije
Deze lijst van voetbalinterlands is een overzicht van alle officiële voetbalwedstrijden tussen de nationale teams van Luxemburg en Slowakije. De landen speelden tot op heden zeven keer tegen elkaar. De eerste ontmoeting, een kwalificatiewedstrijd voor het Wereldkampioenschap voetbal 2006, werd gespeeld op 18 augustus 2004 in Bratislava. Het laatste duel, een kwalificatiewedstrijd voor het Europees kampioenschap voetbal 2024, vond plaats in Luxemburg op 16 oktober 2023.

## Wedstrijden
| № | Plaats     | Datum            | Competitie           | Wedstrijd             | Uitslag |
| - | ---------- | ---------------- | -------------------- | --------------------- | ------- |
| 1 | Bratislava | 18 augustus 2004 | WK 2006 kwalificatie | Slowakije – Luxemburg | 3 – 1   |
| 2 | Luxemburg  | 8 juni 2005      | WK 2006 kwalificatie | Luxemburg – Slowakije | 0 – 4   |
| 3 | Luxemburg  | 9 februari 2011  | Vriendschappelijk    | Luxemburg – Slowakije | 2 – 1   |
| 4 | Žilina     | 27 maart 2015    | EK 2016 kwalificatie | Slowakije − Luxemburg | 3 − 0   |
| 5 | Luxemburg  | 12 oktober 2015  | EK 2016 kwalificatie | Luxemburg – Slowakije | 2 – 4   |
| 6 | Trnava     | 23 maart 2023    | EK 2024 kwalificatie | Slowakije − Luxemburg | 0 − 0   |
| 7 | Luxemburg  | 16 oktober 2023  | EK 2024 kwalificatie | Luxemburg − Slowakije | 0 − 1   |
| 8 | Luxemburg  | 7 september 2025 | WK 2026 kwalificatie | Luxemburg – Slowakije |         |
| 9 | Trnava     | 13 oktober 2025  | WK 2026 kwalificatie | Slowakije – Luxemburg |         |

## Samenvatting
| Competitie        | Totaal gespeeld | Winst Luxemburg | Gelijk | Winst Slowakije | Doelsaldo Luxemburg – Slowakije |
| ----------------- | --------------- | --------------- | ------ | --------------- | ------------------------------- |
| WK-kwalificatie   | 2               | 0               | 0      | 2               | 1 − 7                           |
| EK-kwalificatie   | 4               | 0               | 1      | 3               | 2 − 8                           |
| Vriendschappelijk | 1               | 1               | 0      | 0               | 2 − 1                           |
| Totaal            | 7               | 1               | 1      | 5               | 5 − 16                          |

## Details

### Vierde ontmoeting
| EK 2016 kwalificatie (scheidsrechter Stephan Studer, Žilina, Slowakije, 27 maart 2015):                                                                          |              | |
| Slowakije | 3 – 0        | Luxemburg |
| Adam Nemec 10' Vladimír Weiss 21' Peter Pekarík 40' | goals        | |
| Ján Kozák | bondscoach   | Luc Holtz |
| Matúš Kozáčik Martin Škrtel Tomáš Hubočan Peter Pekarík Ján Ďurica Marek Hamšík Juraj Kucka 59' Viktor Pečovský Vladimír Weiss 71' Adam Nemec Miroslav Stoch 80' | opstellingen | Jonathan Joubert Mario Mutsch Tom Schnell Maxime Chanot Chris Philipps Lars Gerson 78' Stefano Bensi 51' Dwayn Holter Laurent Jans Aurélien Joachim 64' Maurice Deville |
| Patrik Hrošovský 59' Róbert Mak 71' Stanislav Šesták 80' | wissels      | 51' Daniel Alves da Mota 64' Ben Payal 78' Tom Laterza |
| Peter Pekarík 30' Martin Škrtel 86' | gele kaarten | 36' Maurice Deville 47' Dwayn Holter 62' Mario Mutsch |

### Vijfde ontmoeting
| EK 2016 kwalificatie (scheidsrechter Oliver Drachta, Luxemburg, 12 oktober 2015): |              | |
| Luxemburg | 2 – 4        | Slowakije |
| Mario Mutsch 61' Lars Gerson 65' (pen.) | goals        | 24' Marek Hamšík 29' Adam Nemec 30' Róbert Mak 90+1' Marek Hamšík                                                                                                |
| Luc Holtz | bondscoach   | Ján Kozák |
| Jonathan Joubert Mario Mutsch Maxime Chanot Chris Philipps Laurent Jans Ricardo Delgado 81' Lars Gerson Ben Payal 57' Christopher Martins Pereira Stefano Bensi 66' Aurélien Joachim | opstellingen | Matúš Kozáčik Martin Škrtel Tomáš Hubočan Norbert Gyömbér Dušan Švento Marek Hamšík Juraj Kucka Viktor Pečovský 72' Vladimír Weiss 79' Adam Nemec 87' Róbert Mak |
| Kevin Malget 57' Sébastien Thill 66' David Turpel 81' | wissels      | 72' Stanislav Šesták 79' Martin Jakubko 87' Erik Sabo |
| Mario Mutsch 9' Chris Philipps 20' Ben Payal 49' Laurent Jans 63' | gele kaarten | 65' Juraj Kucka 84' Stanislav Šesták 90+4' Martin Škrtel |